# Johannes Kretzschmar (General)

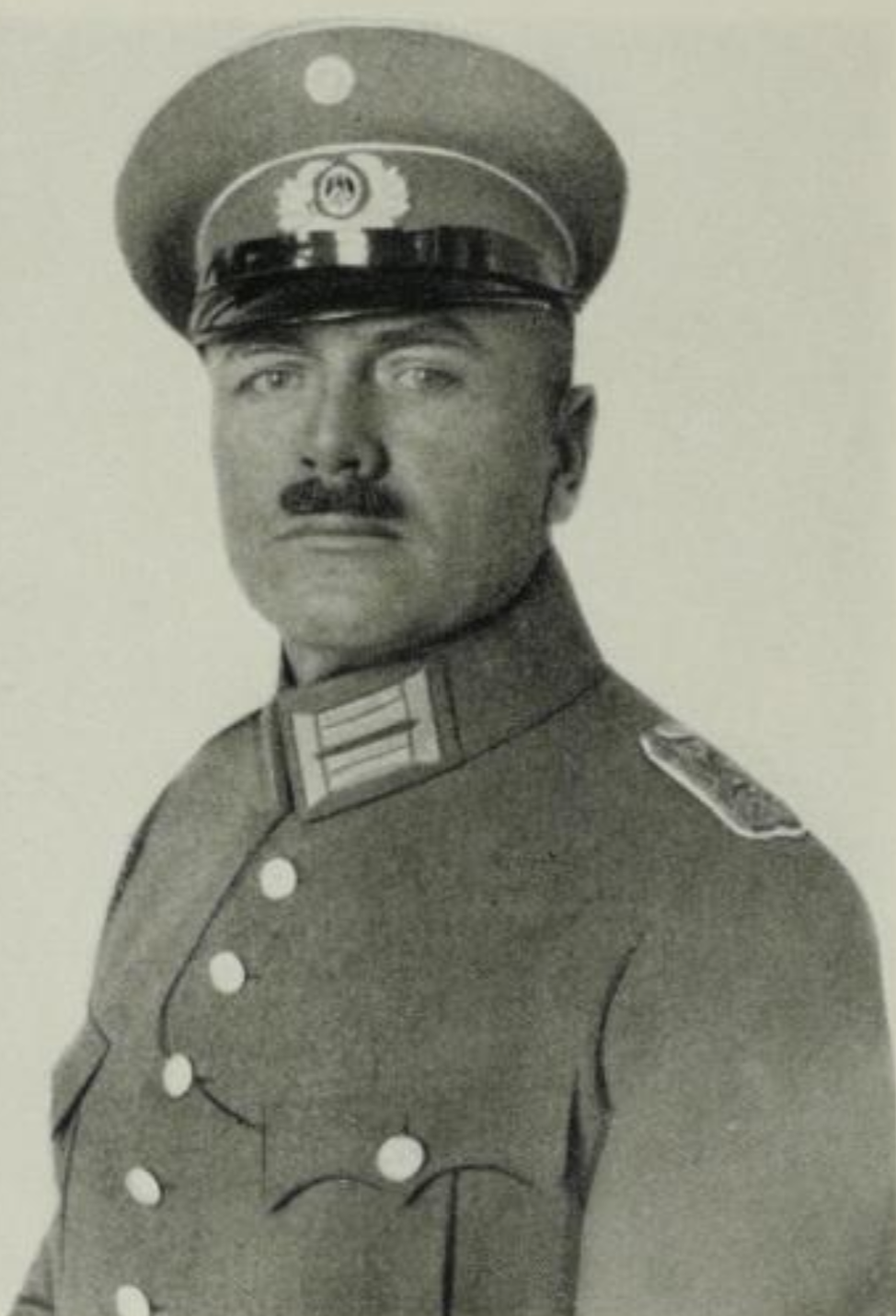
Johannes Kretzschmar

Wilhelm Johannes Kretzschmar (* 1871 in Possendorf; † 9. September 1939 in Buenos Aires) war ein sächsischer Offizier und deutscher Generalmajor der Reichswehr.

## Leben
Johannes Kretzschmar trat 1891 als Avantageur in das Infanterie-Regiment „König Georg“ (7. Königlich Sächsisches) Nr. 106 der sächsischen Armee ein und durchlief in diesem Regiment zunächst eine typische militärische Laufbahn, wonach er 1892 zum Leutnant und 1899 zum Oberleutnant avancierte. Ab 1900 besuchte er für drei Jahre die preußische Kriegsakademie in Berlin und wurde nach Rückkehr im Jahr 1904 für zwei Jahre zum Großen Generalstab befehligt. 1905 wurde er unter Beförderung in den sächsischen Generalstab zum Hauptmann befördert. Im April 1907 wurde er unter Genehmigung seines Abschiedsgesuches zur Disposition gestellt und trat in argentinische Dienste über, wobei er nach einigen Jahren Dienstzeit im Jahr 1911 als Kompaniechef im 13. Königlich Sächsischen Infanterie-Regiment Nr. 178 wieder angestellt wurde. Er wurde am 1. Oktober 1912 zum Major befördert und 1913 in den Generalstab der 24. Division (2. Königlich Sächsische) unter General Hans Krug von Nidda abkommandiert.
Nach Ausbruch des Ersten Weltkrieges rückte er in seiner Position an die Front und im September 1915 in das Generalkommando des XIX. (II. Königlich Sächsisches) Armee-Korps versetzt. In dieser Position wechselte er im Jahr 1916 zur deutschen Militärmission in das osmanische Reich, wonach er als Chef des Generalstabes der 6. türkischen Armee fungierte. 1917 erfolgte anschließend seine Beförderung zum Oberstleutnant, wobei er am 5. April 1918 unter Ernennung zum Regimentskommandeur des Reserve-Infanterie-Regiments Nr. 241 nach Deutschland zurückkehrte. Zuletzt diente er als Brigadekommandeur der Reserve-Infanterie-Brigade Nr. 105.
Nach Kriegsende wirkte Kretzschmar als Abteilungschef im Ministerium für Militärwesen und wurde so 1919 zum Chef des Stabes des Ministeriums ernannt. Im selben Jahre wurde er Führer des Infanterie-Kommandos I. Grenzjäger-Brigade und im Oktober noch Regimentskommandeur des Reichswehr-Regiments Nr. 28. 1920 erfolgte seine Beförderung zum Oberst. 1921 diente er als Regimentskommandeur des Reichswehr-Infanterie-Regiments Nr. 10 und wurde 1924 unter Beförderung zum Generalmajor aus dem aktiven Heeresdienst verabschiedet. Er diente die folgenden Jahre u. a. als Nachfolger von Wilhelm Faupel als deutscher Militärberater in Argentinien.